# Norte (Haiti)
Norte (em francês: Nord; em crioulo haitiano: Nò) é um departamento do Haiti. Sua capital é a cidade de Cabo Haitiano. Possui 2 115 quilômetros quadrados e segundo censo de 2009, havia 970 495 habitantes.